# Санта Венерина
Санта Венерѝна (на италиански: Santa Venerina, на сицилиански Santa Vinirina, Санта Винирина) е градче и община в Южна Италия, провинция Катания, автономен регион и остров Сицилия. Разположено е на 337 m надморска височина. Населението на общината е 8405 души (към 2010 г.).